# Six of One, Half a Dozen of the Other: 1986-2002
Six of One, Half a Dozen of the Other: 1986-2002 è una compilation degli Snuff pubblicata nel 2005.

## Tracce

### Disco 1
1. Not Listening - 2:26
2. Somehow - 3:47
3. Too Late - 1:36
4. Win Some, Lose Some - 3:10
5. Keep the Beat - 2:14
6. Ecstacy - 2:01
7. Do Nothing - 2:13
8. I Know What You Want - 1:42
9. Spend Spend Spend - 1:47
10. Martin - 2:10
11. Sunny Places - 2:33
12. Dicky Trois - 2:11
13. Nick Northern - 3:15
14. Vikings - 3:07
15. Whatever Happened to the Likely Lads - 2:12
16. Soul Limbo - 3:10
17. Iyehf Taidu Leikh - 2:57
18. Nick Motown - 2:26
19. Thief - 2:53
20. Bob - 1:17
21. Arsehole - 2:37
22. Marbles - 2:24
23. Numb Nuts - 1:52
24. Blue Gravy - 2:35
25. 7 days (Solomon's Boring Week) - 2:02

### Disco 2
1. I Think We're Alone Now - 2:00
2. Never Go Back/Blue Noodles - 3:03
3. Don't Fear the Reaper - 3:01
4. Fucked Up R'n'R Shit - 2:40
5. You're Wondering Now - 1:46
6. I Can See Clearly Now - 3:21
7. Any Old Iron - 1:50
8. Indie - 2:11
9. Horse and Cart - 3:04
10. Hokey Cokey - 1:07
11. Walk - 1:52
12. Caught In Session - 2:09
13. Dow Dow Boof Boof - 2:48
14. I Will Survive - 2:47
15. Pen Blyth Happus - 1:20
16. Sweet Days - 1:47
17. Two Winds - 1:17
18. Bacharach - 2:45
19. I Try - 3:16
20. Bottom of the River - 2:34
21. Emperor - 2:39
22. A Push and a Shove - 2:48
23. Dirty Old Legend - 1:47
24. All Over Now - 3:30
25. Nick Northern Dub - 4:05